# Sholay
Sholay is een Indiase westernfilm uit 1975. Deze wordt gezien als de succesvolste Bollywoodproductie ooit. De film werd geregisseerd door Gopaldas Premchand Sippy.
De film gaat over twee vrienden die ingehuurd worden om een crimineel te vangen. In dit proces leren zij liefde en respect.

## Hoofdrollen
| Acteur           | Personage                                    |
| ---------------- | -------------------------------------------- |
| Dharmendra       | Veeru                                        |
| Sanjeev Kumar    | Thakur Baldev Singh                          |
| Hema Malini      | Basanti                                      |
| Amitabh Bachchan | Jai                                          |
| Jaya Bhaduri     | Radha                                        |
| Amjad Khan       | Gabbar Singh                                 |
| Asrani           | gevangenenbewaarder                          |
| Keshto Mukherjee | Hariram                                      |
| Mac Mohan        | Sambha                                       |
| Jagdeep          | Soorma Bhopali (gastoptreden)                |
| Helen            | in nummer "Mehbooba Mehbooba" (gastoptreden) |
| Jalal Agha       | in nummer "Mehbooba Mehbooba" (gastoptreden) |